# Dietmar Pflegerl
Dietmar Pflegerl (* 6. September 1943 in Klagenfurt; † 17. Mai 2007 ebenda) war ein österreichischer Theaterregisseur und Intendant des Stadttheaters Klagenfurt.

## Leben
Pflegerl legte die Reifeprüfung am Akademischen Gymnasium in Graz ab. Er absolvierte seine Ausbildung an der Universität für Musik und darstellende Kunst Graz und in Wien, sein Debüt gab er 1970 in Basel. Ab 1980 war er freier Regisseur in Wien, Hamburg und Berlin.
Er arbeitete u. a. mit Karl Merkatz, Sabine Sinjen, Boy Gobert, Michael Schottenberg, Gertrud Drassl, Peter Turrini und Erich Schleyer.
Von 1992 bis Mai 2007 war er Intendant des Stadttheaters Klagenfurt. Er starb während seiner Amtszeit, die bis Herbst 2007 lief, an einem Krebsleiden.

## Auszeichnungen
- 1984: Karl-Skraup-Preis für Onkel Wanja
- 1985: Wiener Kritiker-Preis des Jahres für Liliom
- 1990: Nominierung für das Theatertreffen Berlin mit Eines langen Tages Reise in die Nacht
- 2006: Nestroy-Theaterpreis Spezialpreis für seine Intendanz am Stadttheater Klagenfurt